# Nino Medioli
Nino Medioli (San Pancrazio Parmense, 8 gennaio 1899 – Roma, 15 novembre 1960) è stato un imprenditore italiano.

## Biografia
Dopo un diploma di ragioneria, fu chiamato alle armi e inviato al fronte col grado di ufficiale degli alpini, dove si meritò la croce di guerra al valore militare e finisce la guerra col grado di maggiore.
Nino Medioli appartiene all'ultima generazione di una lunga dinastia di mugnai che risale al settecento, da ricordare suo nonno Vincenzo Medioli, grande imprenditore anche lui.

### Attività imprenditoriale
Nel 1922, chiamato dal padre, entra nella società molitoria appena costituita Chiari e Forti, della quale fu dapprima socio e membro del consiglio di amministrazione e direttore generale. Per un breve periodo di tempo dal 1937 al 1938 fu il presidente della squadra di calcio di Parma.

### Attività istituzionale
Nel 1945 è tra i fondatori dell'Unione Parmense Industriali e diventa membro del comitato direttivo.
Fu Presidente della Camera di Commercio di Parma dal 1946 al 1960, vicepresidente della Cassa di Risparmio dal 1947, Presidente dell'Automobile Club e Presidente dell'Ente autonomo mostra internazionale delle conserve alimentari.
Membro della giunta e del consiglio dell'Associazione italiana industriale molitori, partecipò negli anni cinquanta a Bruxelles e Parigi alle trattative relative al nascente Mercato comune europeo.
Ricoprì la carica di presidente dell'Associazione industriali mugnai e pastai d'Italia, fu vice presidente della Association internationnale de meunerie e consigliere di amministrazione del Groupement des associations meunières des pays de la communauté économique européenne (CEE).